# Protok komunikacijskog modela iz dva koraka
Protok komunikacijskog modela iz dva koraka podrazumeva da ljudi uglavnom formiraju svoje mišljenje pod uticajem lidera u mišljenjima, koji su pod uticajem masovnih medija. Protok komunikacijskog modela iz dva koraka je u kontrastu sa hypodermic needle modelom ili magic bullet teorijom, jer oni zastupaju da ljudi imaju direktan uticaj od medija, a kako kaže protok kumunikacijskog modela iz dva koraka - ideja protiče prvo od masovnog javnog mnjenja ka liderima kada je u pitanju iznošenje mišljenja, pa od njih na širu populaciju.

## Osnovni pregled
Teorija je osnovana na učenju iz 1940. godine koje kaže da su efekti iz medija indirektno uspostavljeni kroz personalni tj. lični uticaj ovih vođa. Najveći broj ljudi usvaja mnogo informacija iz medija i mediji utiču na njih iz druge ruke, kroz lični uticaj vođa. Mediji, u suštini, utiču na druge ljude preko mišljenja vođa.

## Koncept
Model iz dva koraka kaže, da, najveći broj ljudi nije pod direktnim uticajem masovnih medija, već se njihova mišljenja rađe i češće zasnivaju na mišljenjima lidera koji tumače poruke medija i stavljaju ih u kontekst. Lideri mišljenja su oni koji su inicijalno na početku izloženi specifičnom, posebnom, sadržaju iz medija i oni ih predstavljaju na osnovu svog sopstvenog mišljenja. Oni onda počinju da infiltriraju svoja mišljenja na širu publiku, koji postaju "sledbenici mišljenja". "Lideri mišljenja" ostvaruju svoj uticaj kroz elitnije medije u suprotnosti sa glavnim medijima. U ovom procesu društveni uticaj se stvara i prilagođava idejama i mišljenjima od svakog pojedinačnog „elitnog medija“, i, takođe, uz pomoć onih koji se suprotstavljaju ovim idealima, idejama i mišljenjima u kombinaciji sa izvorima iz popularnih mas-medija koji su im dostupni. Stoga je vodeći uticaj u ovim mišljenjima prvenstveno socijalno ubeđivanje.

## O teoriji
Protok komunikacijskog modela iz dva koraka kaže da Ideje potiču od masovnih medija do mišljenja lidera i preko njih dolaze do šire populacije. Prvi koji je predstavio ovu teoriju bio je sociolog Paul Lazarsfeld 1944. godine, a ona je bila obrađena od strane Elihu Katz-a I Lazarsfelda 1955. godine i u kasnijim izdanjima. Lowery i DeFleur su tvrdili da je knjiga bila mnogo više od jednog običnog istraživanja/istraživačkog izveštaja, kažu da je to bio pokušaj da se interpretiraju istraživanja autora u okviru konceptualnih šema teorijskih pitanja i istraživanja koja su izvučena iz naučnih istraživanja manjih grupa. Za razliku od hypodermic needle modela koji podrazumeva da je uticaj medija direktan, naša teorija naglašava ljudski agens.
Prema Lazarsfeld-u i Katz-u, informacije masovnih medija su usmerene prema širim masama kroz mišljenja lidera. To su ljudi koji imaju najveći pristup medijima i bolje razumeju medijski sadržaj. Oni objašnjavaju i šire ovaj sadržaj drugima.
Na osnovu hipoteze protoka komunikacije iz dva koraka, termin „lični uticaj“ došao je do ilustracije procesa posredujući između direktne poruke medija i reakcije publike na tu poruku. Vođe imaju tendenciju da budu slični onima na koje vrše uticaj - a sličnost se zasniva na ličnosti, stvarima za koje su zainteresovani, demografiji ili društveno-ekonomskim faktorima. Ovi lideri imaju tendenciju da utiču na druge, da promene njihove stavove i ponašanja. Teorija protoka komunikacije iz dva koraka ustvari predstavlja mogućnost da se predvidi kako poruke medija utiču na reakcije tj. ponašanje publike i objašnjava zašto pojedine medijske kampanje ne utiču na ponašanje publike. Ova hipoteza predstavlja osnovu za teoriju komunikacijskog modela iz dva koraka.

### Savremena rasprava
U vreme digitalnih društvenih medija, tj novih tehnologija, više od šest decenija stara teorija izazvala je mnogo veliko interesovanje. Činjenica da se masovne baze podataka koriste za slanje prilagođenih poruka pojedincima vodi nas nazad na teoriju „jedan korak protoka komunikacije“. Ta ideja je slična hypodermic needle / magic bullet model-u, sa kapacitetom velike analitičke baze podataka koja se odnosi na informaciono masovno prilagodjavanje. Empirijska istraživanja drugih naučnika, u suprotnosti sa tim, pokazala su da moderne društvene medijske platforme kao što je Twitter, pokazuju jasne dokaze o protoku dva koraka komunikacije (vidi sliku). Mnogi društveni mediji dobijaju vesti od poznatih ličnosti ili nekih drugih lidera mišljenja, koji se opet informišu od masovnih medija ili od pojedinaca koji imaju specifične uviđaje. Digitalni utisak društvenih medija – ukazuje na to da postoji mnogo više od jednog ili dva koraka u modelima komunikacijskog protokola, i to nas vodi ka istraživanju komplesnijih Multistep Flow Modelima koji su zasnovani na različitim mrežnim strukturama.

## Lazarsfeld i Katz
Paul Lazarsfeld i Elihu Katz se smatraju osnivačima funkcionalne teorije i njihova knjiga "Personal Influence" (1955) se smatra priručnikom teorije.

### Paul Felix Lazarsfeld
Jedan od prvih koji je pokrenuo komunikacijsko istraživanje, je prvi koji je predstavio razlike između ‘administrativnog istraživanja’ i ‘kritičkog istraživanja’ u vezi medija. Verovao je da kritičko istraživanje kritikuje same medijske institucije zbog perspektivnog načina na koji služe dominantnim socijalnim grupama. Kritičko istraživanje favorizuje interperspektivne i induktivne metode ispitivanja. Lazarsfeldovo istraživanje o predsedničkim izvorima iz 1940. Godine je objavljeno u The Peoples Choice (1944). Tokom istraživanja otkrivene su informacije o psihološkim i sociološkim procesima koji utiču na glasačke odluke. Istrazivanje je takodje otkrilo i uticajni proces koji je L.nazvao misljenje rukovodstva(rukovodjenja). Zaključio je da postoji protok informacija u više koraka od masovnih medija do ljudi koji služe kao vođe mišljenja, što se onda pruža javnosti. Svoj komunikacijski proces je nazvao “protok komunikacije iz 2 koraka”.

### Elihu Katz
Katz je bio profesor na Univerzitetu Pensilvanije kada je sarađivao sa Lazarsfeld-om 1955. Godine. Njihovo istraživanje imalo je za cilj da posmatra tok uticaja na raskršću masovne i interspersonalne komunikacije i rezultiralo je knjigom “Personal Influence”. Katz je pratio Lazarsfeld-ovo istraživanje u studiji o toku informacija koja je osnova za knjigu “Personal Influence”. Katz I Lazarsfeld su zaključili da: “...tradicionalna slika procesa masovnog ubeđivanja mora da napravi mesta za ‘ljude’ kao interventni fakror između stimulanata medija i rezultirajućih opcija, odluka i delovanja.

## Objavljeni radovi na Teoriju

### The People`s Choice
Predsednički izbori 1940. godine su pokazali zahtev predsednika Franklin Roosevelt-a na trećem mandate bez presedana u kancelariji. Finansiran uz odobrenje Rokfeler Fondacije, Life magazine, i anketar Ellmo Roper iz kolumbijske redakcije za istrazivanje radija, sproveli su studiju glasanja. Bazirana je na panel studiji od 2.400 glasača u Erie okrugu u Ohaju. Paul Lazarsfeld, Bernard Berelson i Hazel Gaudet su nadgledali 15 anketara koji su od maja do oktobra anketirali strateško odabranih 2.400 članova zajednice nekoliko puta u cilju dokumentovanja procesa donošenja njihovih odluka tokom trajanja kampanje. Fokusirali su se na to koji bi faktori uticali na njihove odluke tokom napretka kampanje. The People`s Choice, knjiga bazirana na studiji prezentovala je teoriju o “protoku komunikacije iz 2 koraka”, što se kasnije ispostavilo da je povezano sa takozvanim “ograničenim modelom efekta masovnih medija”: ideja da ideje često teku od radija i štampaju se lokalnim “liderima.mišljenja” koji ih za uzvrat predaju onima sa ograničenim političkim znanjem, ili “pratiocima mišljenja”. Rezultat istraživanja doveo je do zaključka da direktna komunikacija između ljudi može biti efektnija od tradicionalnih medija kao što su novine, televizor, radio i slično. Ova ideja se dalje razvila u knjizi Personal Influence.

### Personal Influence
1944. godine Paul Lazarsfeld kontaktrao je McFadden izdavaštvo u vezi njegove prve knjige, The People’s Choice. Dve strane su sarađivale formirajući zajedničko korisno partnerstvo u kojem je McFadden video način za finansijski profit reklamirajući ženskoj populaciji i Lazarsfeld je uvideo način da pridobije više informacija na socijalni uticaj. Iz ovoga je proizašla studija sprovedena od strane biroa za primenjena socijalna istrazivanja u kojoj je 800 ženskih stanovnika Dekatura, Ilinois, intervjuisano kroz panel intervjue kako bi se otkrilo šta i ko primarno utiče na njihovo donošenje odluka. Lazarsfeld je radio sa Robertom Mertonom i tako unajmio C. Wright Mills-a da vodi studiju. Još jedan deo istrazivačkog tima, Thelma Ehrlich Anderson, trenirala je lokalne žene iz Dekatura kako bi sprovodile ankete koje bi ciljale žene u gradu. Do 1955. Godine Dekaturska studija je objavljena kao deo Katz-ove i Lazarsfeld-ove knjige Personal Influence. Knjiga je zaključila da na kraju interakcija, lice u lice ima veći uticaj nego tradicionalni uticaj medija i tako potvrdila protok komunikacije iz 2 koraka.

## Kritika
Prvobitna hipoteza o toku iz 2 koraka -da ideje teku od medija do mišljenja vođa i onda do manje aktivnih delova populacije - je kritikovana i negodovana od strane bezbroj posledičnih studija. Otkrica Deutschmann-a I Danielson-a tvrde, “mi bismo težili da Katz-Lazarsfeld hipoteza toka iz 2 koraka, kao opis inicijalne informacije, bude primenjena na masovnu komunikaciju sa oprezom. Našli su suštinske dokaze da inicijalne informacije masovnih medija teku u celosti ka ljudima i nisu u vezi sa mišljenjima lidera.
Štavise, hipoteza iz 2 koraka ne opisuje adekvatno tok učenja. Everett Rogers’ “Diffusion of Innovations” navodi jednu studiju u kojoj je dve trećine ispitanika potvrdilo svoju svesnost o masovnim medijima radije nego komunikaciji lice u lice. Slično tome, kritičari raspravljaju većinu Lazarsfeldovih otkrića koja se odnose na faktore učenja uključene u navike opštih medija radije nego učenje o konkretnoj informaciji. Oba otkrića ukazuju na veću učestalost toka komuniciranja iz jednog koraka.
Međutim, Lazarsfeldova hipoteza kroz dva koraka je adekvatan opis za razumevanje medijskog uticaja na verovanja i ponašanja. Troldahl Smatra da je medijsko eksponiranje za predstavljanje diskusije, kada lideri mišljenja iniciniraju drugi korak protoka. Ova otkrića takođe pokazuju odlučnu ulogu lidera mišljenja u teoriji balansiranja, što sugeriše da su ljudi motivisani da sačuvaju doslednost među njihovim trenutnim verovanjima i mišljenjima. Ako je osoba izložena novim posmatranjima koja nisu u skladu sa trenutnim verovanjima, on ili ona je bačen/a (nalazi se u) disbalans(u). Zatim, ova teorija možda moze biti validna za vreme perioda kada su vođe mišljenja bili jedini koji su lako dolazili u posed medijskog sadrzaja. Danas, postoji slobodan protok informacija tako da svako može da ima pristup medijskom sadržaju bez oslanjanja bitno na lidere mišljenja.
Empirijska istraživanja koja analiziraju ogromne baze podataka iz komunikacijskog protoka socijalnih medija nalaže da današnji pejzaž digitalnih medija istovremeno olakšava jedan korak, dva koraka ili više kompleksniji multi - koračni protok modela komuniciranja. Na primer, na Twitter mrežama nije kondtradiktorno da prosečni Twitter korisnici pretežno spominju posredovanje lidera mišljenja u njihovim tweetovima (protok kroz dva koraka), dok istovremeno izlazi tradicionalnih medija primaju 80-90% njihovih spominjanja dikretno kroz direktan protok kroz jedan korak od istih korisnika. Ovo pokazuje da model protoka kroz dva koraka ne izgleda kao da je izumreo, niti zastareo, već samo jedan od nekoliko načina komunikacijskih tokova u modernim mrežama.

## Spoljašnje veze
- CIA Advertising article
- The Long Road to Decatur: A History of Personal Influence - video by Glenda Balas (25mins)